# 斯圖卡洛瓦巴爾卡
48°38′34″N 39°17′48″E / 48.64278°N 39.29667°E
斯圖卡洛瓦巴爾卡（烏克蘭語：Стукалова Балка）是位於烏克蘭東部的村莊，由盧甘斯克州卢甘斯克区的卢汉斯克市镇負責管轄。該村始建於1962年，面積0.32平方公里，海拔高度142米，2001年人口153，人口密度每平方公里485.7人。